# Dervorguilla di Galloway
Dervorguilla di Galloway (1210 circa – 28 gennaio 1290) fu figlia di Alan di Galloway (1175 circa - 1234) e di Margaret di Huntingdon (1194 circa - dopo il 1º giugno 1233), discendente per parte di madre dal principe Davide di Scozia, conte di Huntingdon, fratello di Malcolm IV di Scozia.

## Il complesso retroterra familiare
Dervorguilla di Galloway nacque attorno al 1210 da Alan di Galloway e dalla moglie Margherita di Huntingdon. Il nome Dervorguilla è una latinizzazione del nome gaelico Dearbhfhorghaill traducibile nell'inglese"Daughter of the Oath" e discendeva dai re di Scozia. La madre Margaret infatti era la figlia più vecchia del principe Davide di Scozia, conte di Huntingdon a sua volta imparentata con altri esponenti della nobiltà inglese, uno dei suoi zii era Ranulph de Blondeville e una delle sue zie era Hawise di Chester, mentre suo nonno era Ugo di Kevelioc, III conte di Chester, fra gli antenati della madre si trovava anche il re Davide I di Scozia. Sempre da parte di madre Dervorguilla era nipote di Margaret di Huntingdon, madre di Costanza di Bretagna e nonna di Arturo, lo sfortunato duca fatto uccidere da Giovanni d'Inghilterra nel 1203. La famiglia paterna di Dervorguilla discendeva dai Signori di Galloway e fra i suoi antenati figurava il leggendario Fergus di Galloway, mentre andando più vicino si trovava suo zio Thomas di Galloway un avventuriero piuttosto noto.

## La vita

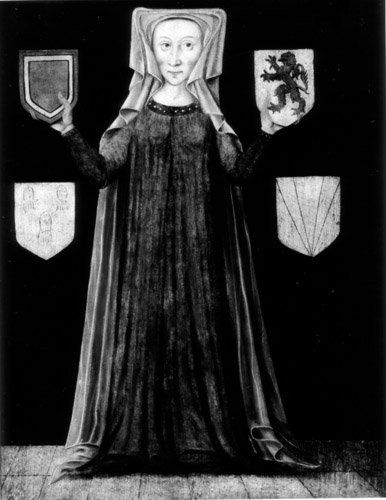
Ritratto della principessa di Galloway

Il padre di Dervorguilla morì nel 1234 senza eredi maschi legittimi, la giovane venne quindi nominata sua erede scavalcando la sorella più vecchia, Helen di Galloway (1208 circa - 1245) (figlia della prima moglie di Alan Helen de L'Isle), che divenne a sua volta l'erede di Dervorguilla lasciando la terza sorella Christina di Galloway al terzo posto. Questa pratica era piuttosto inusuale in Inghilterra, ma non in Scozia dove era infatti piuttosto comune. Dervorguilla quindì dispose che alla sua morte le terre di Galloway sarebbero andate ai Baliol, sua famiglia acquisita per matrimonio, e ai Comyns famiglia cui apparteneva il marito della sorella Helen.
Dervorguilla si sposò nel 1233 con John de Balliol, di una famiglia che si originava dal villaggio in Piccardia di Bailleul da cui veniva il primo esponente della stirpe Guy I de Baliol che ricevette delle terre nell'Inghilterra del Nord da Guglielmo II d'Inghilterra. Dervorguilla ed il marito si trasferirono a Barnard Castle nella contea di Durham ed insieme ebbero otto figli:
- Hugh de Balliol, morto senza eredi prima del 10 aprile 1271 si sposò con Agnese de Valence, figlia di William de Valence, I conte di Pembroke
- Alan de Balliol, morto senza eredi prima del 10 aprile 1272
- Alexander de Balliol, morto senza eredi prima del 13 novembre 1278, sposò Eleonora de Genoure
- Giovanni di Scozia (1249 circa - 25 novembre 1314), sposò Isabella de Warenne (1253 circa - prima del 1292), figlia di Giovanni de Warenne, VI conte di Surrey
- Margaret de Balliol
- Cecilia de Balliol che sposò John de Burgh
- Ada de Balliol che sposò William Lindsay di Lambarton, ed ebbe una figlia, Christian de Lindsay, che sposò Enguerrand V de Coucy. Da lei la pretesa passò ai Signori di Coucy, ai Lussemburgo-Saint-Pol, ai Borbone-Vendôme e ai Borbone-Parma.
- Eleonora de Balliol che sposò John Comyn, II signore di Badenoch (morto nel 1302) che fu reggente dopo la morte di Alessandro III di Scozia
- Matilde de Balliol che sposò Bryan FitzAlan, Lord FitzAlan

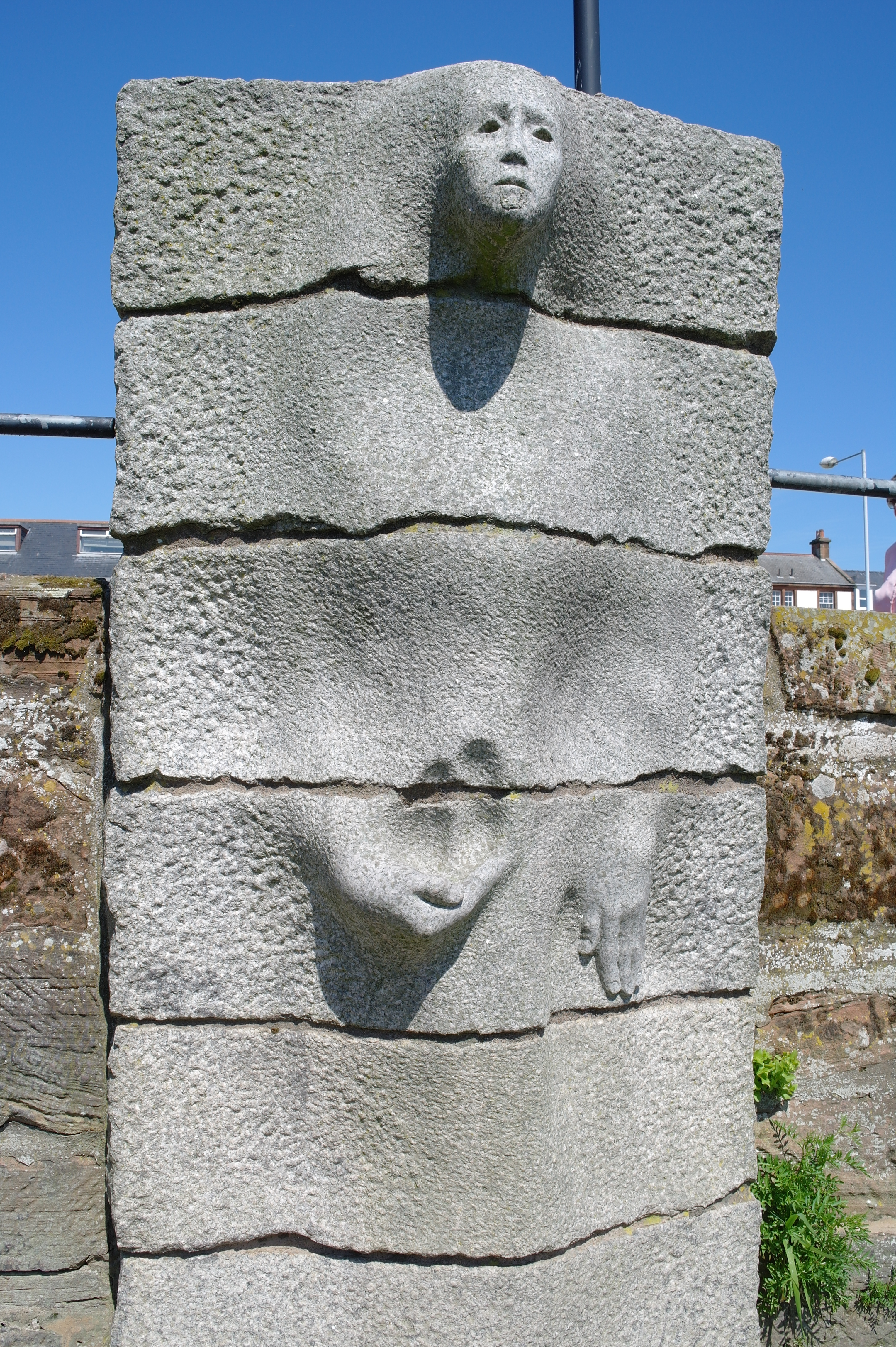
Scultura di Dervorguilla a Dumfries.

Nel 1263 a John Balliol venne comminata una penitenza dopo che ebbe una disputa con il vescovo di Durham per delle terre, parte di questa era piuttosto costosa, gli si chiedeva infatti di costruire un collegio per i poveri presso l'Università di Oxford. Le finanze di John erano molto meno prospere di quelle della moglie tanto che, dopo la morte di lui avvenuta nel 1268, Dervorguilla dovette continuare a provvedere all'opera con mezzi propri, nel 1282 provvide a lasciare una consistente all'Università come risulta dal primo Statuto dell'Università stessa. Ancora oggi il collegio è chiamato "Balliol College" e la Società Storica degli studenti è chiamata "Dervorguilla Society", la Messa da Requiem che venne cantata per il settecentesimo anniversario della sua morte invece fu un evento unico.
Nell'aprile del 1273 fondò presso Dumfries un'abbazia cistercense che oggi è in rovina.
Quando il marito morì nel 1268 Dervorguilla fece imbalsamare il suo cuore e poi lo conservò in un'urna d'argento portandolo con sé nei propri viaggi fino alla morte.
Nel 1274 - 1275 John de Folkesworth convocò un'Assise per indebite espropriazioni contro Dervorguilla ed altri tenutari confinanti nel Northamptonshire, l'anno dopo Robert de Ferrers replicò portando le accuse di altri proprietari del Derbyshire.
Nel 1280 l'esecutore testamentario di John de Balliol insieme a Dervorguilla ricorse in giudizio contro Alan FitzAlan per un debito di 100 £ non pagato. Nel 1283 Devorguilla, che in quel periodo viveva a Gloucester insieme ad altri nobili, compresi dei suoi parenti, citò in giudizio altri nobili chiedendo la metà del feudo di Kyrkby-Stephan ed altri nel Westmorland. Nel 1288 raggiunse un accordo con John, abate di Remsey, per una licenza di pesca ad Ellington.
Negli ultimi anni di vita di Dervorguilla la linea dinastica scozzese soffrì per la mancanza di eredi legittimi e quando Margherita di Scozia, ultima discendente morì Dervorguilla stessa, se fosse stata ancora in vita, avrebbe potuto aspirare al trono.
Quando Dervorguilla di Galloway morì nel 1290 venne sepolta accanto al marito nell'abbazia che venne ribattezzata "Sweethearts Abbey" e di cui oggi rimangono le rovine.

## Ascendenza
|                          |                  |                      | Genitori                 |  |  | Nonni |  |  | Bisnonni           |  |  | Trisnonni          |  |
|                          |                  |                      |                          |  |  |       |  |  | Uhtred di Galloway |  |  | Fergus di Galloway |  |
|                          |                  |                      |                          |  |  |       |  |  | Uhtred di Galloway |  |  | Fergus di Galloway |  |
|                          |                  | …                    |                          |  |  |       |  |  | Uhtred di Galloway |  |  |                    |  |
| Lochlann di Galloway     |                  |                      |                          |  |  |       |  |  | Uhtred di Galloway |  |  |                    |  |
|                          |                  | Gunhilda di Dunbar   | …                        |  |  |       |  |  |                    |  |  |                    |  |
|                          |                  | Gunhilda di Dunbar   | …                        |  |  |       |  |  |                    |  |  |                    |  |
|                          |                  | Gunhilda di Dunbar   | …                        |  |  |       |  |  |                    |  |  |                    |  |
| Alan di Galloway         |                  | Gunhilda di Dunbar   |                          |  |  |       |  |  |                    |  |  |                    |  |
|                          |                  | Richard de Morville  | Hugh de Morville         |  |  |       |  |  |                    |  |  |                    |  |
|                          |                  | Richard de Morville  | Hugh de Morville         |  |  |       |  |  |                    |  |  |                    |  |
|                          |                  | Richard de Morville  | Beatrice                 |  |  |       |  |  |                    |  |  |                    |  |
| Elena de Morville        |                  | Richard de Morville  |                          |  |  |       |  |  |                    |  |  |                    |  |
|                          |                  | Hawise di Lancaster  | …                        |  |  |       |  |  |                    |  |  |                    |  |
|                          |                  | Hawise di Lancaster  | …                        |  |  |       |  |  |                    |  |  |                    |  |
|                          |                  | Hawise di Lancaster  | …                        |  |  |       |  |  |                    |  |  |                    |  |
| Dervorguilla di Galloway |                  | Hawise di Lancaster  |                          |  |  |       |  |  |                    |  |  |                    |  |
|                          | Enrico di Scozia | Davide I di Scozia   |                          |  |  |       |  |  |                    |  |  |                    |  |
|                          | Enrico di Scozia | Davide I di Scozia   |                          |  |  |       |  |  |                    |  |  |                    |  |
|                          | Enrico di Scozia | Maud di Northumbria  |                          |  |  |       |  |  |                    |  |  |                    |  |
| Davide di Huntingdon     | Enrico di Scozia |                      |                          |  |  |       |  |  |                    |  |  |                    |  |
|                          |                  | Ada de Warenne       | Guglielmo di Warenne     |  |  |       |  |  |                    |  |  |                    |  |
|                          |                  | Ada de Warenne       | Guglielmo di Warenne     |  |  |       |  |  |                    |  |  |                    |  |
|                          |                  | Ada de Warenne       | Elisabetta di Vermandois |  |  |       |  |  |                    |  |  |                    |  |
| Margherita di Huntingdon |                  | Ada de Warenne       |                          |  |  |       |  |  |                    |  |  |                    |  |
|                          |                  | Ugo di Kevelioc      | Ranulph de Gernon        |  |  |       |  |  |                    |  |  |                    |  |
|                          |                  | Ugo di Kevelioc      | Ranulph de Gernon        |  |  |       |  |  |                    |  |  |                    |  |
|                          |                  | Ugo di Kevelioc      | Maud di Gloucester       |  |  |       |  |  |                    |  |  |                    |  |
| Matilda di Chester       |                  | Ugo di Kevelioc      |                          |  |  |       |  |  |                    |  |  |                    |  |
|                          |                  | Bertrada di Montfort | Simone III di Montfort   |  |  |       |  |  |                    |  |  |                    |  |
|                          |                  | Bertrada di Montfort | Simone III di Montfort   |  |  |       |  |  |                    |  |  |                    |  |
|                          |                  | Bertrada di Montfort | Matilde                  |  |  |       |  |  |                    |  |  |                    |  |
|                          |                  | Bertrada di Montfort |                          |  |  |       |  |  |                    |  |  |                    |  |